# Hanušovice
Hanušovice (niem. Hannsdorf) − miasto w Czechach, w kraju ołomunieckim. Według danych z 31 grudnia 2003 powierzchnia miasta wynosiła 3 681 ha.
W mieście funkcjonuje browar Holba z muzeum piwowarstwa.

## Demografia
| Rok             | 1970  | 1980  | 1991  | 2001  | 2003  | 2006 | 2021 |
| --------------- | ----- | ----- | ----- | ----- | ----- | ---- | ---- |
| Liczba ludności | 3 051 | 3 416 | 3 754 | 3 599 | 3 556 | 3426 | 2819 |

Źródło: Czeski Urząd Statystyczny